# Hartslagvariabiliteit
Hartslagvariabiliteit of hartritmevariabiliteit, vaak afgekort tot HRV, is de variatie in tijd tussen hartslagen. Het wordt gemeten in milliseconden als de variatie in tijd tussen twee opeenvolgende hartslagen oftewel het RR-interval.
Er zijn verschillende manieren om dit vast te stellen, zoals een electrocardiogram (ECG), een fotoplethysmograaf (PPG) maar ook met goede hartslagmeter die in de breedtesport wordt gebruikt. Ook de duurdere wearables hebben de mogelijkheid om de HRV te meten.
HRV kan worden gebruikt in de (top-) sport, vooral voor duursporten als hardlopen of wielrennen.
De HRV is bij elk individu anders. Om de HRV te meten moet op een vast tijdstip een meting worden gedaan, bijvoorbeeld elke ochtend bij het opstaan. Zo kan dan over een langere tijdsperiode de HRV onderling vergeleken worden. Een hoge HRV wordt geassocieerd met een gezond lichaam, een lage HRV wordt geassocieerd met stress of overtraindheid.